# Михайловский Перевал
Михайловский Перева́л — село в Краснодарском крае, расположенное на Черноморском побережье Кавказа. Входит в состав Пшадского сельского округа муниципального образования город-курорт Геленджик.

## География
Село расположено вдоль трассы М-4 (Новороссийск—Сухуми), в долине реки Догуаб. Находится в 23 км к востоку от Геленджика и в 160 км к юго-западу от Краснодара (по дороге). Чуть западнее села находится Михайловский перевал (высота 789 метров), от которого село и получило своё название.
Рельеф местности в районе села преимущественно холмистый. Выше по ущельям рельеф становится более гористым с более резкими очертаниями относительных перепадов высот. В верховьях реки Тхаб расположена одноимённая гора — Тхаб.
Гидрографическая сеть представлена реками — Догуаб и Тхаб, которые сливаются в одну реку в центре села. Чуть ниже села в Догуаб впадает река — Коаго. Также в районе села Догуаб принимает в себя более мелкие притоки — Грекуловка, Колнакова, Ольховая, Камышовая и Амбирная.

## История
Коренными жителями этого района были шапсуги и натухайцы, проживавшие на территории современного села вплоть до окончания Кавказской войны в 1864 году.

## Население
| 2002 | 2010  |
| ---- | ----- |
| 1397 | ↘1290 |

## Достопримечательности

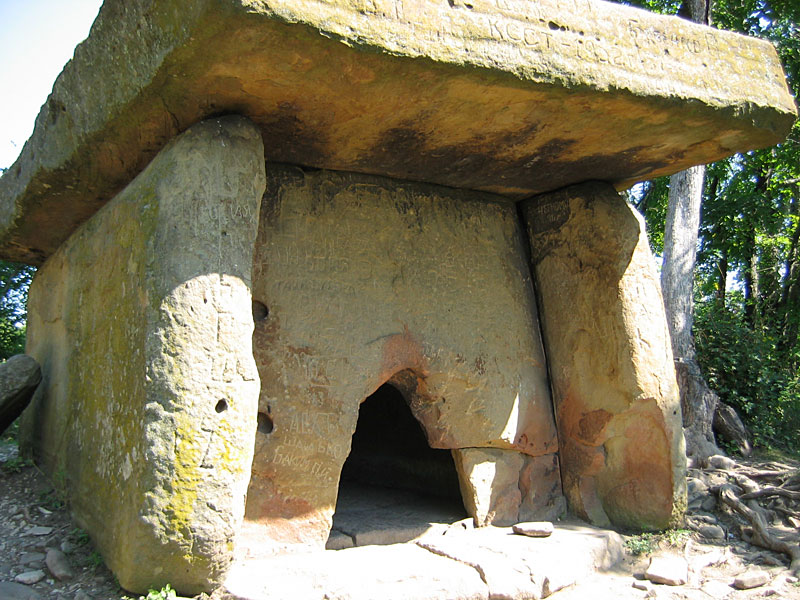
Дольмен близ Михайловского перевала

- Дольмены — памятники архитектуры Каменного века на Западном Кавказе.
- Михайловский Перевал — своеобразная граница между умеренной климатической зоной и субтропиками.